# June of 44
June of 44 è un gruppo musicale statunitense formato da Jeff Mueller dei Rodan, Sean Meadows ex Lungfish e membro dei Sonora Pine,   Doug Scharin ex Codeine e membro dei Rex e Fred Erskine degli Hoover.

## Storia
La band è formata nel 1994 a Louisville (città dalla fiorente scena musicale negli anni 90), e suona inizialmente un post-rock che rimanda a Slint e Rodan, ma sempre sperimentale e capace di evolversi, tanto che Anahata, ultimo album, appare completamente differente da Engine Takes to the Water, il primo.
I June of 44 si sciolgono nel 2000.
La band si riunisce nel 2018. Nel 2022 sono previste delle date dal vivo anche in Italia.

## Formazione
- Jeff Mueller - chitarra e voce (anche in Rodan e Shipping News)
- Sean Meadows - chitarra e voce (anche in Lungfish)
- Fred Erskine - basso (anche in Hoover e Crownhate Ruin) tromba
- Doug Scharin - batteria (ex Codeine e HiM)

## Discografia

### Album in studio
- 1995 - Engine Takes to the Water
- 1996 - Tropics and Meridians
- 1998 - Four Great Points
- 1999 - Anahata
- 2020 - Revisionist ( Adaptations and Future Histories in the Time of Love and Survival )

### EP
- 1997 - The Anatomy of Sharks
- 1999 - In the Fishtank